# Publius Rupilius
Publius Rupilius (volledige naam: P. Rupilius P. f. P. n.) was een Romeins politicus.
Hij was ten laatste praetor in 135 v.Chr. (laatst mogelijk datum onder de Lex Villia annalis).
Publius was weliswaar oorspronkelijk een dagloner, maar schopte het in 132 v.Chr. als beschermeling van Publius Cornelius Scipio Africanus minor tot consul met Publius Popillius Laenas als collega. Hij ging samen met zijn collega-consul met grote gestrengheid te werk tegen de partijgenoten van Tiberius Sempronius Gracchus.
Hij maakte met succes een einde aan de Eerste Slavenoorlog onder leiding van Eunus op Sicilia door de verovering van Tauromenium (Taormina) en Enna, waarbij 20000 slaven omkwamen. Hij kreeg hier mogelijk een ovatio voor.
Hij hervormde vervolgens als proconsul samen met een senatoriale commissie (bestaand uit tien personen) door verschillende verordeningen (leges Rupiliae) het bestuur van Sicilia (131 v.Chr.).
Zijn broer, Lucius Rupilius, dingde eveneens - zij het tevergeefs - met de steun van Scipio naar het consulaat. Publius zou zijn gestorven aan de teleurstelling voor dit verlies van zijn broer.